# Liste der Nummer-eins-Hits in Irland (1989)
Diese Liste enthält alle Nummer-eins-Hits in Irland im Jahr 1989. Es gab in diesem Jahr 32 Nummer-eins-Singles.
| Singles |
| --- |
| - Cliff Richard – Mistletoe and Wine - 4 Wochen (10. Dezember 1988 – 4. Januar 1989) - Kylie Minogue & Jason Donovan – Especially for You - 3 Wochen (5. Januar – 25. Januar) - Mike & the Mechanics – Living Years - 1 Woche (26. Januar – 1. Februar) - Marc Almond & Gene Pitney – Something's Gotten Hold of My Heart - 2 Wochen (2. Februar – 15. Februar) - Simple Minds – Belfast Child (Ballad of the Streets) - 2 Wochen (16. Februar – 1. März) - Michael Jackson – Leave Me Alone - 1 Woche (2. März – 8. März) - Jason Donovan – Too Many Broken Hearts - 1 Woche (9. März – 15. März) - Madonna – Like a Prayer - 2 Wochen (16. März – 29. März) - Guns N’ Roses – Paradise City - 2 Wochen (30. März – 5. April) - The Bangles – Eternal Flame - 1 Woche (6. April – 12. April, insgesamt 3 Wochen) - U2 feat. BB King – When Love Comes to Town - 1 Woche (13. April – 19. April) - The Bangles – Eternal Flame - 2 Wochen (20. April – 3. Mai, insgesamt 3 Wochen) - Daniel O’Donnell – Far from Home - 1 Woche (4. Mai – 10. Mai) - Kylie Minogue – Hand on Your Heart - 1 Woche (11. Mai – 17. Mai) - Gerry Marsden, Paul McCartney, Holly Johnson, The Christians u. a. – Ferry Cross the Mersey - 2 Wochen (18. Mai – 31. Mai) - No Sweat – Heart & Soul - 2 Wochen (1. Juni – 14. Juni) - Jason Donovan – Sealed with a Kiss - 1 Woche (15. Juni – 21. Juni) - U2 – All I Want Is You - 2 Wochen (22. Juni – 5. Juli) - The Waterboys – And a Bang on the Ear - 1 Woche (6. Juli – 12. Juli) - Michael Jackson – Liberian Girl - 1 Woche (13. Juli – 19. Juli) - Sonia – You'll Never Stop Me Loving You - 1 Woche (20. Juli – 26. Juli) - Bros – Too Much - 2 Wochen (27. Juli – 9. August) - Jive Bunny & the Mastermixers – Swing the Mood - 2 Wochen (10. August – 23. August) - Dolores Keane – Lion in a Cage - 2 Wochen (24. August – 6. September) - Jason Donovan – Every Day (I Love You More) - 2 Wochen (7. September – 20. September) - Richard Marx – Right Here Waiting - 2 Wochen (21. September – 27. September) - Black Box – Ride on Time - 1 Woche (28. September – 4. Oktober) - Wet Wet Wet – Sweet Surrender - 2 Wochen (5. Oktober – 18. Oktober) - Jive Bunny & the Mastermixers – That's What I Like - 3 Wochen (19. Oktober – 8. November) - Kylie Minogue – Never Too Late - 1 Woche (9. November – 15. November) - Linda Ronstadt & Aaron Neville – Don't Know Much - 3 Wochen (16. November – 6. Dezember) - Jason Donovan – When You Come Back to Me - 1 Woche (7. Dezember – 13. Dezember) - Band Aid II – Do They Know It’s Christmas? - 5 Wochen (14. Dezember 1989 – 17. Januar 1990) |

Siehe auch: Nummer-eins-Hits 1989 in  Australien, Belgien, Dänemark, Deutschland, Finnland, Frankreich, Italien, Japan, Kanada, Neuseeland, den Niederlanden, Norwegen, Österreich, Schweden, der Schweiz, Spanien, den Vereinigten Staaten und im Vereinigten Königreich.